# Dreyer (månekrater)
Dreyer er et resterne af et nedslagskrater på Månen. Det befinder sig på Månens bagside og er opkaldt efter den danske astronom John L. E. Dreyer (1852 – 1926).
Navnet blev officielt tildelt af den Internationale Astronomiske Union (IAU) i 1970. 

## Omgivelser
Dreyerkrateret ligger langs den østlige rand af Mare Marginis, omtrent midtvejs mellem Ginzelkrateret mod nord og Errokrateret mod syd-sydøst. 

## Karakteristika
Kraterranden er stærkt nedslidt af mange nedslag, som ligger over kanten. Den har en lille åbning mod syd. Satellitkrateret "Dreyer C" ligger over den nordøstlige rand, mens "Dreyer K" trænger ind i den sydøstlige side. Kraterbunden er forholdsvis jævn og uden særlige landskabstræk, men med nogle få småkratere i overfladen. I kraterets midtpunkt findes en lav central højderyg.

## Satellitkratere
De kratere, som kaldes satellitter, er små kratere beliggende i eller nær hovedkrateret. Deres dannelse er sædvanligvis sket uafhængigt af dette, men de får samme navn som hovedkrateret med tilføjelse af et stort bogstav. På kort over Månen er det en konvention at identificere dem ved at placere dette bogstav på den side af satellitkraterets midte, som ligger nærmest hovedkrateret. Dreyerkrateret har følgende satellitkratere:
| Dreyer | Længde  | Bredde  | Diameter |
| ------ | ------- | ------- | -------- |
| C      | 11,2° N | 98,2° Ø |          |
| D      | 10,8° N | 99,8° Ø | 27 km    |
| J      | 8,8° N  | 98,2° Ø | 29 km    |
| K      | 9,0° N  | 97,4° Ø | 23 km    |
| R      | 8,5° N  | 94,0° Ø | 18 km    |
| W      | 11,8° N | 95,7° Ø | 30 km    |

## Måneatlas
- Billeder af Dreyerkrateret i LPI-måneatlasset